# Eduardo Baro Castillo
Eduardo Baro Castillo (Málaga, 29 de abril de 1887 - Córdoba, 2 de marzo de 1944) fue un periodista y poeta español.

## Biografía
Oriundo de Málaga, sin embargo, desarrolló la mayor parte de su carrera en Córdoba. Fue director del Diario Liberal, periódico que dirigió durante muchos años. También colaboraría con el Diario de Córdoba y La Voz, así como con la revista Córdoba Gráfica. Entre 1920 y 1936 presidió la Asociación de la Prensa de Córdoba, desarrollando una intensa labor; tras el estallido de la Guerra civil debió dejar sus actividades. Posteriormente sería redactor-jefe del diario falangista Azul. Llegó a ser miembro de la Real Academia de Ciencias, Bellas Letras y Nobles Artes de Córdoba.
Además de su labor periodística, también destacó en su faceta como poeta. Fue autor de obras como Canciones íntimas y Aquelarre.